# Zwichrzenie

Zwichrzenie belki

Zwichrzenie (zwichrowanie, wichrowatość, spaczenie) – utrata stateczności związana z wyboczeniem strefy ściskanej w belce zginanej. Strefa taka (np. pas górny w dwuteowniku swobodnie podpartym, poddanym obciążeniu skierowanym pionowo w dół) ulega wyboczeniu „w bok”, czemu towarzyszy skręcanie belki.
Zwichrzenie w ogólności to pewien szczególny rodzaj zniekształcenia płaszczyzny (pionowej) {\displaystyle Oxz.} Polega ono na tym, że proste do siebie równoległe przed zniekształceniem, o równaniach {\displaystyle x=\mathrm {const} ,\;y=0,} przekształcają się w proste nie równoległe określone równaniami {\displaystyle x=\mathrm {const} ,\;y=\alpha (x)z,\;\alpha (x)\neq 0,\;\alpha } – stopień zwichrzenia. Zwichrzenie występuje jako rodzaj utraty stateczności w płaszczyźnie poziomej {\displaystyle Oxy,} belek wiotkich w tej płaszczyźnie, o osi wzdłużnej {\displaystyle Ox} i obciążonych w płaszczyźnie pionowej {\displaystyle Oxz} odpowiadającej ich większej sztywności giętnej.